# Scoloplos texana
Scoloplos texana är en ringmaskart som först beskrevs av Maciolek och Holland 1978.  Scoloplos texana ingår i släktet Scoloplos och familjen Orbiniidae.
Artens utbredningsområde är Mexikanska golfen. Inga underarter finns listade i Catalogue of Life.